# Sierra-Madrekraai
De Sierra-Madrekraai (Corvus sierramadrensis, synoniem Corvus samarensis) is een vogel uit de familie van de kraaien. Eerder werd deze vogel beschouwd als een ondersoort van de kleine Filipijnse kraai (C. samarensis) en daarvoor van de soendakraai (C. enca).

## Verspreiding en leefgebied
Deze vogel komt voor in het Sierra Madre-gebergte op het Filipijnse eiland Luzon.